# Африканские яичные змеи
Африканские яичные змеи, или яйцееды (лат. Dasypeltis) — род змей семейства ужеобразных.

## Описание
Общая длина представителей этого рода колеблется от 80 см до 1 м. Голова небольшая, слабо отделена от туловища, спереди закруглённая, с выпуклым рострумом. Глаза маленькие с вертикальным зрачком. Чешуя туловища с хорошо выраженными рёбрышками. Потревоженные змеи извиваются, издавая трением чешуи друг о друга своеобразный шуршащий звук. Окраска очень разнообразна, даже в пределах одной популяции, что создаёт существенные трудности в определении видов.
Способ питания этих змей накладывает глубокий отпечаток на строение и поведение этих животных. В связи с тем, что исчезает необходимость в хватании и удержании добычи, зубы сильно редуцированы. Зато кости черепа чрезвычайно подвижны, что позволяет очень широко раскрывать пасть и глотать крупную добычу. Нижние отростки шейных позвонков удлинены и протыкают сверху стенку пищевода, выходя в его просвет. Эти заострённые кости как консервный нож раскрывают скорлупу яйца, проходящего по пищеводу. Жидкое содержимое его стекает в желудок, спрессованная скорлупа отхаркивается.

## Распространение
Обитают в Экваториальной и Южной Африке.

## Образ жизни
Любят сухие саванны с редколесьем. Хорошо передвигаются по земле и хорошо лазают по деревьям. Активны ночью и в сумерках. Прячутся в термитниках. Питаются они исключительно яйцами птиц.
Это яйцекладущие змеи. Самки откладывают до 25 яиц.

## Виды
- Dasypeltis abyssina
- Dasypeltis atra — Чёрный яйцеед
- Dasypeltis confusa
- Dasypeltis fasciata — Полосатый яйцеед
- Dasypeltis gansi
- Dasypeltis inornata
- Dasypeltis medici
- Dasypeltis sahelensis
- Dasypeltis scabra — Африканская яичная змея, или Африканский яйцеед